# Vela als Jocs Olímpics d'estiu de 1900 - 10 a 20 tones
La competició de vela de 10 a 20 tones va ser una de les proves de vela dels Jocs Olímpics de París de 1900. Aquesta fou la categoria més pesada de totes les disputades en aquestes olimpíades.
Es van disputar tres curses, en què es donaven punts segons la plaça obtinguda en cadascuna d'elles. Els punts se sumaven i el vaixell que obtenia més punts en resultava vencedor. Es donaven 10 punts pel vencedor de cada cursa, disminuint un punt per cada posició menys. No acabar una cursa comportava quedar en última posició i obtenir 5 punts. Si el vaixell era desqualificat rebia una penalització d'un punt i sols n'obtenia 4.
Hi van prendre part 7 mariners repartits en 6 embarcacions, de dues nacions diferents.

## Medallistes
| Or                                   | Plata                   | Bronze             |
| Estérel Émile Billard · Paul Perquer | Quand-même Jean Decazes | Laurea Edward Hore |

## Resultats
Els handicaps s'afegeixen al temps real de cada vaixell per tal de donar un temps ajustat real, però sols afecten el resultat final de la tercera cursa.

### Cursa 1
| Posició | Embarcació | Mariners                   | Nació      | Temps      | Handicap | Total      |    |
| ------- | ---------- | -------------------------- | ---------- | ---------- | -------- | ---------- | -- |
| 1       | Estérel    | Émile Billard Paul Perquer | França     | 3h 18' 28" | 58' 44"  | 4h 17' 12" | 10 |
| 2       | Quand-même | Jean Decazes               | França     | 3h 19' 17" | 59' 29"  | 4h 18' 46" | 9  |
| 3       | Laurea     | Edward Hore                | Regne Unit | 3h 21' 34" | 58' 44"  | 4h 20' 18" | 8  |
| 4       | Luna       | desconegut                 | França     | 3h 23' 41" | 57' 56"  | 4h 21' 37" | 7  |
| 5       | Nan        | S. M. Mellor               | Regne Unit | 3h 30' 34" | 55' 14"  | 4h 25' 48" | 6  |
| —       | Rozenn     | Cronier                    | França     | DQ         | DQ       | DQ         | 4  |

DQ: desqualificat

### Cursa 2
Billard i Perquer encapçalaven la classificació, amb 19 punts, després de la segona cursa. Hore era segon, amb 18 punts, mentre Decazes era tercer amb 17 punts.
| Posició | Embarcació | Mariners                   | Nació      | Temps      | Handicap | Total      |    |
| ------- | ---------- | -------------------------- | ---------- | ---------- | -------- | ---------- | -- |
| 1       | Laurea     | Edward Hore                | Regne Unit | 2h 43' 05" | 58' 44"  | 3h 41' 49" | 10 |
| 2       | Estérel    | Émile Billard Paul Perquer | França     | 2h 44' 37" | 58' 44"  | 3h 43' 21" | 9  |
| 3       | Quand-même | Jean Decazes               | França     | 2h 46' 42" | 59' 29"  | 3h 46' 11" | 8  |
| 4       | Rozenn     | Cronier                    | França     | 2h 47' 58" | 59' 29"  | 3h 47' 27" | 7  |
| 5       | Nan        | S. M. Mellor               | Regne Unit | 2h 58' 53" | 55' 14"  | 3h 53' 17" | 6  |
| 6       | Luna       | desconegut                 | França     | 3h 04' 47" | 57' 56"  | 4h 02' 43" | 5  |

### Cursa 3
Billard i Perquer guanyaven la cursa, consolidant el seu liderant al global de la prova. Cronier finalitzava en segona posició, però la desqualificació de la primera cursa li impedí passar de la 4a posició final. Hore perdia la segona posició final en no finalitzar aquesta cursa, i passava a la tercera posició. Decazes aconseguia la tercera posició a la cursa que li permetia aconseguir la segona posició final.
| Posició | Embarcació | Mariners                   | Nació      | Temps      | Handicap | Total      |    |
| ------- | ---------- | -------------------------- | ---------- | ---------- | -------- | ---------- | -- |
| 1       | Estérel    | Émile Billard Paul Perquer | França     | 2h 23' 52" | 58' 44"  | 3h 22' 36" | 10 |
| 2       | Rozenn     | Cronier                    | França     | 2h 27' 30" | 59' 29"  | 3h 26' 59" | 9  |
| 3       | Quand-même | Jean Decazes               | França     | 2h 28' 40" | 59' 29"  | 3h 28' 09" | 8  |
| 4       | Nan        | S. M. Mellor               | Regne Unit | 2h 40' 48" | 55' 14"  | 3h 36' 02" | 7  |
| 5       | Luna       | desconegut                 | França     | 2h 38' 15" | 57' 56"  | 3h 36' 12" | 6  |
| 6       | Laurea     | Edward Hore                | Regne Unit | DNF        | DNF      | DNF        | 5  |

DNF: No finalitza la cursa

### Classificació final
| Posició | Embarcació | Mariners                 | Nació      | Cursa 1 | Cursa 2 | Cursa 3 | Total |
| ------- | ---------- | ------------------------ | ---------- | ------- | ------- | ------- | ----- |
| Or      | Estérel    | Émile Billard P. Perquer | França     | 10      | 9       | 10      | 29    |
| Plata   | Quand-même | Jean Decazes             | França     | 9       | 8       | 8       | 25    |
| Bronze  | Laurea     | Edward Hore              | Regne Unit | 8       | 10      | 5       | 23    |
| 4       | Rozenn     | Cronier                  | França     | 4       | 7       | 9       | 20    |
| 5       | Nan        | S. M. Mellor             | Regne Unit | 6       | 6       | 7       | 19    |
| 6       | Luna       | desconegut               | França     | 7       | 5       | 6       | 18    |